# Gonodonta lecha
Gonodonta lecha är en fjärilsart som beskrevs av William Schaus 1911. Gonodonta lecha ingår i släktet Gonodonta och familjen nattflyn. Inga underarter finns listade i Catalogue of Life.